# Antonio Gayón
Antonio Juan Francisco Pérez-Gayón Almansa Medina, citado como Antonio Gayón (Celaya, Guanajuato, 13 de junio de 1832 - 20 de mayo de 1903) fue un militar mexicano que desempeñó como gobernador de Querétaro desde  el 23 de diciembre de 1877 al 29 de marzo de 1880.
Fue oficial en el ejército de Maximiliano de Habsburgo (Maximiliano de México) en la defensa del Cerro de las Campanas durante el enfrentamiento del sitio de Querétaro de marzo a mayo de 1867. El unido los planes de La Noria y Tuxtepec. En el mandato de Porfirio Díaz fue gobernador y comandante de Querétaro del 23 de diciembre de 1876 y convocó a elecciones, en las que apareció como triunfador y continuó en el Poder Ejecutivo de esa misma entidad como gobernador constitucional del 25 de marzo de 1877 al 29 de marzo de 1880. En ese cargo le correspondió promulgar la Constitución local de 1879. Su periodo debía terminar en 1881 pero, por presiones del mismo Díaz, fue desconocido por la Legislatura de ese estado. Senador de la República (1880-84).

## Nombre
Aquí se muestra la forma que tenía su nombre real:
| Nombres                      | Nombre completo                                   |
| ---------------------------- | ------------------------------------------------- |
| Antonio Pérez-Gayón Almansa  | Antonio Juan Francisco Pérez-Gayón Almansa Medina |
| Antonio Gayón Medina         | Antonio Juan Francisco Pérez-Gayón Almansa Medina |
| Antonio Juan Francisco Gayón | Antonio Juan Francisco Pérez-Gayón Almansa Medina |

## Biografía
Nacido en Celaya, Guanajuato, el 13 de junio de 1832, siendo sus padres Manuel Pérez-Gayón y Antonia Almansa. Gayón había seguido la carrera militar. Participó en el sitio de Querétaro, de marzo a 15 de mayo de 1867, como oficial superior del ejército de Maximiliano. Gayón dirigía un batallón organizado por el general Ramón Méndez con el fin de defender la plaza del Ejército Republicano, por lo que se le nombró jefe del sector del Cerro de las Campanas.
EL 13 ABRIL DE 1880 Avisa a la población la legislatura de Querétaro, que terminó el pasado 29 de marzo el gobierno del señor Gral. Gayón. También se notifica que se publicarán en el futuro los documentos de gobierno que demuestran que el Gral. Gayón fue un digno, muy caballeroso y suficientemente honrado gobernante. Es gobernador interino José María Esquivel.

### Más datos
Al triunfar, Díaz designó comandante militar de Querétaro a Francisco Vélez, pero pronto éste tuvo que salir hacia ... Entonces, el 23 de diciembre de 1876, Díaz nombró gobernador y comandante militar de Querétaro a Antonio Gayón.

## Muerte
Antonio Gayón después de todo esto, murió en Celaya, años más tarde, el 20 de mayo de 1903.
- Concepción Gayón Sánchez (1880-1936) casada el 25 de enero de 1898 con Arturo Jorge Almeida Reguera (ca 1871-ca 1939)
- Guadalupe Gayón Sánchez casada con Alfonso Reynoso
- Antonio Gayón Sánchez (1881-¿?) casado con Guadalupe Burguichiani

## Vida personal y familia[4]

### Casamiento(s) e hijo(s)
- Contrajo matrimonio el 6 de noviembre de 1850, Celaya, Guanajuato, México, con Soledad Maldonado Cubas ca 1831-1878 (Padres : Rafael Maldonado & Luisa Cubas) y tuvieron a
- José Pérez-Gayón Maldonado (1851-?) casado el 8 de febrero de 1884 con Concepción Soto-Carrillo Flores 1859-1891

José Pérez-Gayón Maldonado (1851-?) casado con Josefa María Solórzano Morán 1874-
- María Francisca Micaela Gayón Maldonado (1867-¿?)

Contrajó segundas nupcias en 1879, en Querétaro, Querétaro, México, con Avelina Sánchez y tuvieron a:
- Concepción Gayón Sánchez (1880-1936) casada el 25 de enero de 1898 con Arturo Jorge Almeida Reguera (ca 1871-ca 1939)
- Guadalupe Gayón Sánchez casada con Alfonso Reynoso
- Antonio Gayón Sánchez (1881-¿?) casado con Guadalupe Burquicheni

### Hermanos
- María Antonia Pérez-Gayón Almansa 1824 Contrajo matrimonio el 7 de noviembre de 1849, en Celaya, Guanajuato, México, con Antonio Morales Avellafuertes (1828-¿?)
- Rafaela Pérez-Gayón Almansa 1827- Contrajo matrimonio el 1 de febrero de 1843, en Celaya, Guanajuato, México, con José María Oviedo García (1813-¿?)
- José Agustín Cesáreo Pérez-Gayón Almansa (1834¿?)

## Ancestros
| \| \| \| \| \| \| \| \| \| \| \| \| \| \| \| \| \| \| \| \| 4. Juan Pérez-Gayón \| \| \| \| \| \| \| \| \| \| \| \| \| \| \| \| \| \| \| \| \| \| \| \| \| \| \| \| \| \| \| \| \| \| \| \| \| \| \| \| \| \| \| \| \| \| \| \| \| \| \| \| \| \| 2. Manuel Pérez-Gayón \| \| \| \| \| \| \| \| \| \| \| \| \| \| \| \| \| \| \| \| \| \| \| \| \| \| \| \| \| \| \| \| \| \| \| \| \| \| \| \| \| \| \| \| \| \| \| \| \| \| \| \| \| \| 5. Mariana Oviedo \| \| \| \| \| \| \| \| \| \| \| \| \| \| \| \| \| \| \| \| \| \| \| \| \| \| \| \| \| \| \| \| \| \| \| \| \| \| \| \| \| \| \| \| \| \| \| \| \| \| \| \| \| \| 1. Antonio Gayón \| \| \| \| \| \| \| \| \| \| \| \| \| \| \| \| \| \| \| \| \| \| \| \| \| \| \| \| \| \| \| \| \| \| \| \| \| \| \| \| \| \| \| \| \| \| \| \| \| \| \| \| \| \| 3. Antonia Almansa \| \| \| \| \| \| \| \| \| \| \| \| \| \| \| \| \| \| \| \| \| \| \| \| \| \| \| \| \| \| \| \| \| \| \| \| \| \| \| \| \| \| \| \| \| \| \| \| \| \| \| \| Fuente: |                       |  |  |  |  |  |  |  |  |  |  |  |  |  |  |  |
| |                       |  |  |  |  |  |  |  |  |  |  |  |  |  |  |  |
| | 4. Juan Pérez-Gayón   |  |  |  |  |  |  |  |  |  |  |  |  |  |  |  |
| |                       |  |  |  |  |  |  |  |  |  |  |  |  |  |  |  |
| |                       |  |  |  |  |  |  |  |  |  |  |  |  |  |  |  |
| | 2. Manuel Pérez-Gayón |  |  |  |  |  |  |  |  |  |  |  |  |  |  |  |
| |                       |  |  |  |  |  |  |  |  |  |  |  |  |  |  |  |
| |                       |  |  |  |  |  |  |  |  |  |  |  |  |  |  |  |
| | 5. Mariana Oviedo     |  |  |  |  |  |  |  |  |  |  |  |  |  |  |  |
| |                       |  |  |  |  |  |  |  |  |  |  |  |  |  |  |  |
| |                       |  |  |  |  |  |  |  |  |  |  |  |  |  |  |  |
| | 1. Antonio Gayón      |  |  |  |  |  |  |  |  |  |  |  |  |  |  |  |
| |                       |  |  |  |  |  |  |  |  |  |  |  |  |  |  |  |
| |                       |  |  |  |  |  |  |  |  |  |  |  |  |  |  |  |
| | 3. Antonia Almansa    |  |  |  |  |  |  |  |  |  |  |  |  |  |  |  |
| |                       |  |  |  |  |  |  |  |  |  |  |  |  |  |  |  |
| |                       |  |  |  |  |  |  |  |  |  |  |  |  |  |  |  |